# Anya (cântăreață)
Ana Buxai (n. 22 iulie 1986, Sibiu, România), cunoscută sub numele de scenă Anya, este o cântăreață română de muzică dance, care a fost timp de doi ani solista formației Hi-Q.

## Carieră
Ana Buxai s-a născut pe data de 22 iulie 1986 în Ocna Sibiului, România. În timpul școlii generale a studiat canto, iar pe parcursul anilor de liceu a luat lecții de chitară.
Anya s-a alăturat formației de muzică dance Hi-Q în aprilie 2008. Timp de doi ani a lansat alături de aceasta piese precum „Așa-s prietenii” și „Lose You”, reușind să readucă formația în fruntea clasamentelor muzicale. În februarie 2010, Anya a părăsit Hi-Q datorită neînțelegerilor cu colegul ei de trupă, Mihai Sturzu.
Tot în 2010, Anya și-a început cariera de solistă. Primul ei disc single a fost o colaborare cu Jay Ko, un DJ pe care l-a întâlnit într-un club din Sibiu. Piesa „One” a fost un succes, ajungând până pe prima poziție în Romanian Top 100 și fiind ascultată în țări precum Olanda, Polonia, Bulgaria, Belgia și chiar în China. . Cel de al doilea hit al Anyei , ca cântăreață solo este „Beautiful world” 
care a ajuns pe primul loc în topurile muzicale din România , bucurându-se de o popularitate mare și în străinătate și de 5 milioane de vizualizări pe internet . În toamna anului 2011 Anya lansează un single nou : „Fool me” care se va bucura de același succes la radio ca „Beautiful world” și 6 milioane de vizualizări pe internet .

## Discografie
Discuri single
- 2010: „One” (colaborare cu Jay Ko)
- 2010: „Beautiful World”
- 2011: „Fool Me”
- 2012: „Mary, Did You Know?”
- 2013: „Celebrate”
- 2013: „În Ochii Mei”
- 2014:  „Într-o Zi”